# The Handmaid’s Tale – Der Report der Magd/Staffel 5
Die fünfte Staffel der US-Fernsehserie The Handmaid’s Tale – Der Report der Magd erschien 2022 und besteht aus 10 Episoden.

## Episoden
Die Erstausstrahlung der fünften Staffel erfolgte zwischen 12. September 2022 und 9. November 2022 auf dem US-amerikanischen Streamingdienst Hulu. In Deutschland steht die Staffel seit dem 10. November 2022 auf MagentaTV zur Verfügung. Die deutsche Free-TV-Premiere ist noch nicht erfolgt.
| Nr. (ges.) | Nr. (St.) | Deutscher Titel | Originaltitel | Erstveröffentlichung USA | Deutschsprachige Erstveröffentlichung (D) | Regie            | Drehbuch                 | Länge  |
| --- | --------- | --------------- | ------------- | ------------------------ | ----------------------------------------- | ---------------- | ------------------------ | ------ |
| 47 | 1         | Morgen          | Morning       | 14. Sep. 2022            | 10. Nov. 2022                             | Elisabeth Moss   | Bruce Miller             | 57 min |
| June trifft sich mit zwei ehemaligen Mägden in einem Bistro, um den Tod Freds zu feiern. Eine der beiden hat Revolver besorgt und verteilt sie an June und die andere. Eine der Mägde verlangt von June, nun auch die Ermordung ihres Kommandanten anzugehen, was June aber verstört ablehnt. Nachdem June erfährt, dass Emily nach Gilead zurückgekehrt ist, wächst ihre Verstörung weiter. Sie stellt sich den kanadischen Behörden, wird aber nicht angeklagt, da die Tat nicht auf kanadischem Boden begangen wurde. Tuello sagt June, sie habe etwas schreckliches, aber notwendiges getan und soll sich "von den Bastarden nicht unterkriegen lassen". June kehrt zu Luke und Moira zurück und herzt ihre Tochter Nichol. Mrs. Waterford darf die Leiche ihres Mannes sehen und erfährt auf dem Rückweg Zuspruch von zahlreichen Anhängerinnen Gileads. Sie fordert von Tuello, dass ihr Mann in Gilead begraben wird. |           |                 |               |                          |                                           |                  |                          |        |
| 48 | 2         | Ballet          | Ballet        | 14. Sep. 2022            | 10. Nov. 2022                             | Elisabeth Moss   | Nina Fiore, John Herrera | 57 min |
| Tuello begleitet Mrs. Waterford nach Gilead zu den Trauerfeierlichkeiten ihres Mannes. Die vorgesehene Kirche ist ihr zu unbedeutend, so dass sie Nick und Lawrence dazu auffordert, die Feier größer zu gestalten und auch international übertragen zu lassen. Erst nachdem sie während der Trauerwache im Haus der Putnams die versammelten Kommandanten selbst anspricht, wird ihrem Wunsch entsprochen. Mit Janines Hilfe bereitet Tante Lydia die inzwischen als Magd ausgebildete Esther darauf vor, im Haus der Putnams zu dienen. Esther verachtet Janine dafür, denn sie glaubt, dass Janine ihr nur beisteht, um Gelegenheit zu bekommen, ihre Tochter Angela zu sehen, die bei den Putnams lebt. Esther vergiftet sich und Janine, weil sie glaubt, dass June deshalb stolz auf sie wäre. Tuello macht Nick den Vorschlag, zukünftig insgeheim mit der kanadischen Regierung zusammenzuarbeiten, was dieser sich überlegen will. Während eines Spieleabends bei Luke mit Rita und Moria erinnert sich June an die erzwungenen Scrabble-Spiele mit Mr. Waterford. Es misslingt ihr, mit Rita ein Gespräch über Mr. Waterford zu führen, denn auch Rita hat ihre Zeit im Haus der Waterfords noch nicht vollständig verarbeiten können. Nachdem June in festlicher Kleidung mit Luke ein Ballettvorstellung besucht hat, sieht sie auf dem Heimweg auf öffentlichen Werbemonitoren die Fernsehbilder von der Beisetzung Mr. Waterfords und ist davon entsetzt.                         |           |                 |               |                          |                                           |                  |                          |        |
| 49 | 3         | Grenze          | Border        | 21. Sep. 2022            | 10. Nov. 2022                             | Dana Gonzales    | Aly Monroe               | 49 min |
| Mrs. Waterford versucht vergeblich, Commander Lawrence zu einer Vernunftheirat mit ihr zu bewegen. Sie teilt Tuello mit, dass sie in Gilead bleiben will und küsst ihn zum Abschied aus Dankbarkeit auf die Wange. Er versucht vergeblich, ihr klarzumachen, dass sie als Frau in Gilead nicht in Freiheit leben könnte. Der oberste Rat von Gilead beschließt jedoch, dass Mrs. Waterford als Botschafterin Gileads nach Kanada zurückkehren soll, weil es für eine alleinstehende Frau in Gilead "keine Strukturen gibt". Tante Lydia ist verzweifelt wegen des Giftanschlags auf Janine und wacht vor ihrem Bett, bis diese sich erholt hat. Sie nimmt sich vor, die bisherigen Methoden im Umgang mit den Mägden zu ändern. June ist beunruhigt, nachdem sie sah, dass ihre Tochter Hannah bei der Beerdigung Waterfords lila Kleidung getragen hat, was die Heiratsfähigkeit der 12-jährigen zeigen soll. Moira bringt June ins Grenzgebiet, wo Vertreter der Mayday-Widerstandsbewegung Kontakte nach Gilead ermöglichen. June kann dort mit Nick telefonieren und bittet ihn, sich in die Nähe von Hannah versetzen zu lassen. Nick lehnt das ab und berichtet, dass er jetzt verheiratet und damit andere Verpflichtungen eingegangen sei. Nach der Rückkehr von Mrs. Waterford passt June deren Auto ab und droht ihr, falls sie versuche, ihrer Tochter nahe zu kommen. |           |                 |               |                          |                                           |                  |                          |        |
| 50 | 4         | Liebe Desfred   | Dear Offred   | 28. Sep. 2022            | 10. Nov. 2022                             | Dana Gonzales    | Jacey Heldrich           | 47 min |
| Janine erholt sich von ihrer Vergiftung und verliert ihre bisherige Angst vor Tante Lydia. Da die Mägde Janine vertrauen, bittet Tante Lydia um Janines Unterstützung bei deren Schutz. Außerdem bittet sie Commander Lawrence vergeblich darum, dass die Mägde nicht mehr in den Kommandantenfamilien wohnen müssen. Als June mit ihrer Tochter Nichol auf dem Spielplatz ist, wird sie von einer Anhängerin Gileads beschimpft. Mrs. Waterford bereitet in Toronto die Eröffnung eines Kultur- und Informationszentrums des Staates Gilead vor und informiert sogar June in einem Schreiben von dieser Absicht. Als Tuello June und Luke mitteilt, dass man im freien Kanada nichts dagegen unternehmen kann, wird er von beiden heftig kritisiert und des Hauses verwiesen. June geht mit ihrer Pistole zum Informationszentrum und bedroht damit einen Anhänger Gileads. Sie ist jedoch nicht fähig, auf die schwangere Mrs. Waterford zu schießen, die aufgrund der Bedrohungslage von dort zu einer Familie von Anhängern Gileads gebracht wird. Luke gelingt es, die Eröffnung des Informationszentrums aufgrund bauaufsichtlicher Mängel zu verhindern. |           |                 |               |                          |                                           |                  |                          |        |
| 51 | 5         | Märchen         | Fairytale     | 5. Okt. 2022             | 17. Nov. 2022                             | Eva Vives        | J. Holtham               | 44 min |
| Commander Putnam fordert von Commander Lawrence die Einstellung von dessen diplomatischen Aktivitäten zur internationalen Anerkennung Gileads, weil Gilead keine Unterstützung benötige. Commander Lawrence befürchtet jedoch, dass dann alle bisherigen Erfolge verlorengingen, weil Gilead allein nicht wirtschaftlich überlebensfähig wäre. Der oberste Rat von Gilead beschließt auf Vorschlag von Mrs. Waterford, in Toronto eine Geburtshilfeberatungsstelle anstatt eines Gilead-Informationszentrums einzurichten, weil dies in Kanada eher toleriert werden würde. Sie darf deren Gründung jedoch nicht selbst betreiben, da sie wegen der bevorstehenden Geburt quasi im Haus ihrer Unterstützer, der Wheelers, festgehalten wird. Dies erfolgt angeblich zu ihrem Schutz und zum Schutz ihrer zukünftigen Tochter, was sie auch akzeptiert. Sie erinnert sich an eine Begegnung mit Mrs. Putnam im Roten Zentrum und an die Beratung durch Tante Lydia bei der Auswahl ihrer ersten Magd. Als June und Luke direkte Informationen aus Gilead über ihre Tochter Hannah erhalten können, begeben sie sich in die neutrale Zone, um den Kontaktmann zu treffen. Nach einem Bowlingspiel im Versteck des Mannes tritt dieser im Grenzgebiet auf eine Mine und wird schwer verletzt. June und Luke werden von bewaffneten Männern gefangen genommen. |           |                 |               |                          |                                           |                  |                          |        |
| 52 | 6         | Zusammen        | Together      | 12. Okt. 2022            | 24. Nov. 2022                             | Eva Vives        | Katherine Collins        | 53 min |
| Der Frauenarzt von Mrs. Waterford, Dr. Alan Landers, lädt sie zum Essen ein. Im Gespräch mit Mrs. Wheeler äußert sie jedoch, dass sie keinen neuen Ehemann sucht. Mrs. Wheeler reagiert empört und verweist Mrs. Waterford in ihr Zimmer, wo diese heimlich weint, da sie sich eingesperrt und bevormundet fühlt. Tante Lydia erfährt, dass Esther von Commander Putnam vergewaltigt wurde. Nachdem sie dies bei Commander Lawrence angezeigt hat, wird Putnam überraschend verurteilt und durch Nick hingerichtet. June und Luke werden in der neutralen Zone von bewaffneten Männern in Käfigen festgehalten und misshandelt. Diese Männer unterstehen Mr. Wheeler, der Mrs. Waterford auf deren Bitte gestattet, mit seinem Sicherheitsmann Ezra in die neutrale Zone zu fahren, um die Hinrichtung Junes mit eigenen Augen sehen zu können. Mrs. Waterford bittet Ezra, June selbst erschießen zu können und erhält von ihm dessen Pistole. Sie schießt damit jedoch überraschend auf Ezra und fordert June mit vorgehaltener Pistole dazu auf, mit ihr wegzufahren. |           |                 |               |                          |                                           |                  |                          |        |
| 53 | 7         | Niemandsland    | No Man’s Land | 19. Okt. 2022            | 1. Dez. 2022                              | Natalia Leite    | Rachel Shukert           | 46 min |
| Als bei Mrs. Waterford die Wehen einsetzen, rennt June davon. Mrs. Waterford fährt ihr hinterher und schließlich das Auto im Gras fest. June begleitet sie in eine Scheune in der Nähe, macht das Auto wieder fahrbar, aber bringt es nicht übers Herz davonzufahren. Sie erinnert sich an eine Geburt in Gilead, die sie als Magd miterlebt hatte und bei der die Mutter starb. June hilft Mrs. Waterford bei der Geburt eines Sohnes namens Noah und bringt die beiden anschließend in ein kanadisches Krankenhaus. Luke, den die Bewaffneten an der Grenze freigelassen hatten, holt June im Krankenhaus ab und informiert die kanadische Polizei. Mrs. Waterford wird daraufhin wegen illegalem Grenzübertritt festgenommen und von ihrem Kind getrennt. |           |                 |               |                          |                                           |                  |                          |        |
| 54 | 8         | Mutterland      | Motherland    | 26. Okt. 2022            | 8. Dez. 2022                              | Natalia Leite    | Yahlin Chang             | 52 min |
| Commander Lawrence kommt nach Kanada, um June und weitere Geflüchtete zur Rückkehr nach Gilead zu bewegen. Sie sollen auf einer Insel in der Stadt New Bethlehem leben, wo es keine Mägde und keine Hinrichtungen geben soll, und wo die Rückkehrer sich mit ihren in Gilead lebenden Familienangehörigen treffen könnten. June überlegt ernsthaft, das Angebot anzunehmen, um ihre Tochter Hannah sehen zu können. Doch Luke ist dagegen und erreicht, dass Tuello eine Militäraktion vorbereitet, um Hannah gewaltsam zu befreien. Commander Lawrence trifft auch mit Mrs. Waterford zusammen und bietet ihr an, sich bei den kanadischen Behörden für ihre Freilassung einzusetzen, wenn sie zu den Wheelers zurückkehrt, wo sich bereits ihr Sohn Noah befindet. Sie lehnt das zunächst ab, weil sie dort wie eine Magd behandelt wird. June besucht sie im Gefängnis und rät ihr, sich zu fügen, um mit ihrem Sohn Noah zusammen sein zu können, aber insgeheim ihre Rache vorzubereiten. Mrs. Waterford folgt dem Rat und entschuldigt sich bei den Wheeler für ihre Flucht, so dass sie wieder bei ihnen wohnen und auch ihren Sohn stillen darf. |           |                 |               |                          |                                           |                  |                          |        |
| 55 | 9         | Treueeid        | Allegiance    | 2. Nov. 2022             | 15. Dez. 2022                             | Bradley Whitford | Eric Tuchman             | 47 min |
| Die Militäraktion zur Befreiung von Hannah scheitert, die Luftabwehr von Gilead schießt die beteiligten Flugzeuge ab. June entscheidet sich gegen das Angebot von Commander Lawrence, nach Gilead zurückzukehren, und bietet Tuello ihre zukünftige Unterstützung an. Es gelingt ihr jedoch nicht, Nick zur Kooperation mit Tuello zu bewegen, da Nicks Frau schwanger ist und er seine Familie beschützen will. Commander Lawrence macht mit Unterstützung durch Tante Lydia einen Heiratsantrag an Mrs. Putnam. Obwohl diese ihn für die Hinrichtung ihres Mannes verantwortlich macht, stimmt sie zu, da sie nur so ihren hohen sozialen Rang in Gelead behalten kann. Mrs. Waterford überredet Mr. Wheeler, mit Noah an der Eröffnung des gileadschen Familienzentrums in Toronto teilnehmen zu können. Sie nutzt die Gelegenheit und flieht mit ihrem Kind, indem sie ein fremdes Auto anhält und tatsächlich mitgenommen wird. Bei der Beisetzung der getöteten Militärangehörigen spricht June gemeinsam mit der Tochter eines Piloten den Treueeid auf die US-Fahne. Die Gegendemonstration von ausländerfeindlichen Kanadiern eskaliert, und es fallen mehrere Schüsse. |           |                 |               |                          |                                           |                  |                          |        |
| 56 | 10        | In Sicherheit   | Safe          | 9. Nov. 2022             | 22. Dez. 2022                             | Elisabeth Moss   | Bruce Miller             | 57 min |
| June blieb bei dem Schusswaffenattentat unverletzt. In Gilead erhebt Nick Vorwürfe gegen Commander Lawrence, weil er diesen für den Angriff auf June verantwortlich macht. Offenbar musste Lawrence gegenüber den anderen Kommandanten nachgeben, die gewaltsam gegen June vorgehen wollten. Kurz danach wird June vor ihrem Haus von einem Auto absichtlich überfahren und schwer verletzt. Luke verprügelt den Fahrer des Autos, der an den Folgen verstirbt. Daraufhin ergeht ein Haftbefehl gegen Luke, und auch gegen June soll Anklage wegen Anstiftung erhoben werden. June erkennt, dass ihre Familie in Kanada nicht mehr sicher ist, da die asylfeindlichen Kräfte mittlerweile das Land dominieren. Als Commander Lawrence während seiner Hochzeitsfeier von Nick angegriffen wird, kommt Nick in Arrest. Tante Lydia versucht, Janine eine Stellung im Haus von Lawrence zu verschaffen, damit sie mit ihrer Tochter Angela zusammen sein kann. Als sie der neuen Mrs. Lawrence aber ihren Hass ins Gesicht sagt, wird auch Janine festgenommen. Tante Lydia kann dies nicht verhindern und bricht weinend zusammen. Tuello verschafft den Osborns falsche Papiere, damit sie Kanada mit dem Zug unerkannt verlassen können. Auf dem Bahnhof wird jedoch mit Fotos nach Luke gesucht. Nachdem er gesehen hat, dass June und Nichol in den Zug einsteigen, stellt sich Luke der kanadischen Polizei. Im Zug trifft June auf Serena Waterford, der ebenfalls die Flucht gelungen ist. |           |                 |               |                          |                                           |                  |                          |        |